# Ernestina Herrera de Noble
Ernestina Herrera de Noble (nacida como Ernestina Laura Herrera; Buenos Aires, 7 de junio de 1925-Ibídem, 14 de junio de 2017) fue una empresaria argentina, viuda de Roberto Noble, fundador del diario Clarín y una de las principales propietarias del Grupo Clarín. Fue una de las mujeres con una mayor fortuna de Argentina.
Herrera de Noble asumió la dirección del diario Clarín en el año 1969, tras la muerte de su esposo. Este diario, junto con Canal 13, TN, Artear, Volver, Multicanal, Cablevisión, Radio Mitre, La 100, La Razón, Olé, TyC Sports, Pol-ka, La voz del Interior, Diario Los Andes, Fibertel y otras filiales conforman actualmente el Grupo Clarín.
Además de dirigir el diario por más de 40 años, presidió la Fundación Noble, fue autora de los libros "Compromiso con el país" (1980) y "La Argentina necesaria" (1989), y miembro de instituciones como el Instituto de Prensa Internacional y la Asociación Mundial de Periódicos. 
Desde 1997 fue uno de los dos representantes latinoamericanos del Comité Consultivo de la UNESCO para la Libertad de Prensa que, entre otras actividades, actúa anualmente como jurado del "Premio Internacional Guillermo Cano". A partir de 1998 participó como miembro del Consejo del Museo Internacional de Televisión y Radio, con sede en Nueva York. Por su trayectoria fue galardonada por los Gobiernos de Francia, Italia, España, Alemania, Brasil, Chile y Perú. En 1995 fue la primera editora distinguida con el "Premio al Logro Editorial", otorgado por la Asociación Mundial de Periódicos (WAN).

## Biografía

### Su juventud y relación con la familia Noble
Ernestina Laura Herrera nació en Argentina el 7 de junio de 1925 en la ciudad de Buenos Aires. Hija de Juan Herrera y María del Carmen Morales. En su juventud a comienzos de los años 1950, siendo bailarina de flamenco, conoció a Roberto Jorge Noble entonces dueño del diario Clarín. Noble se había casado con Marta María Guadalupe Zapata Timberlake en 1958 en México. Conforme la jurisprudencia de los tribunales argentinos, este matrimonio era jurídicamente "inexistente" o sea que conforme las leyes locales, no era necesaria una sentencia para que el mismo no produjera efecto alguno, porque la mujer se había casado en 1955 con Carlos José Federico Stehlin y aunque se hubiera "divorciado", conforme la ley argentina la sentencia de "divorcio" —tal era su denominación— en caso de haberse dictado, no disolvía el vínculo y, por tanto, no habilitaba un nuevo casamiento. Ese tipo de matrimonio en México que usaban algunos argentinos que habían tenido un matrimonio previo solamente tenía una finalidad "social". Esa pareja tuvo en 1958 una hija, Guadalupe Noble, que fue reconocida como tal por Roberto Noble.
Noble y Herrera mantuvieron una relación esporádica hasta que Noble y Marta María Guadalupe Zapata Timberlake, se divorciaron vía México al comienzo de la década de 1960, "divorcio" que no tenía efecto alguno en Argentina, desde el momento que se refería a un matrimonio "inexistente". En 1967, cuando Ernestina Herrera y Roberto Noble se casan, el estado civil de ambos era, pues, el de solteros. Noble falleció de cáncer el 12 de enero de 1969 dejándola en control del diario. Los herederos legales de Noble fueron su esposa Ernestina Herrera y su hija Guadalupe Noble, quienes luego de muchos años de batallas legales llegaron a un acuerdo para la división de la herencia.  Guadalupe o “Lupita”,  como el padre la llamaba para diferenciarla de su madre, recibió casi toda la fortuna que rodeaba la estancia La Loma, donde falleció Roberto Noble, en tanto que a Ernestina Herrera le correspondió el diario Clarín, muy endeudado por ese entonces. Esta desventajosa resolución para Herrera de Noble profundizó la discrepancia entre las partes. Asimismo la existencia de varios testamentos de Noble dio pie a múltiples disputas judiciales. Superadas aquellas diferencias, Ernestina y Guadalupe lograron una relación amable.

### Dirección de Clarín
Cuando Ernestina Herrera tomó el puesto de directora del diario, a pesar de su gran circulación, Clarín afrontaba dificultades financieras. En ese marco, Herrera se acercó a uno de los colaboradores de Noble, el economista y político desarrolista Rogelio Frigerio, quién efectuó un préstamo a Clarín por un valor de 10 millones de dólares en 1971. [cita requerida] El diario entonces continuó apoyando la posición centrista del Movimiento de Integración y Desarrollo de Frigerio, basada en el apoyo del gobierno para desarrollos de infraestructura, y sustitución de importaciones. Fue Frigerio quien en 1971 acercara al contador Héctor Magnetto de 27 años, hoy CEO del Grupo Clarín, quien comenzaría en el puesto de adscripto a la dirección pero luego se encargaría rápidamente de las finanzas y los negocios de Clarín.
Las finanzas de Clarín se consolidaron a partir de 1977 gracias a un acuerdo entre sus principales competidores, los periódicos La Nación y La Razón, y el Estado Argentino, controlado por una Junta militar. Estos tres diarios y el Estado pasaron a controlar la empresa Papel Prensa, la mayor productora de papel del mercado nacional. Hacia 1980 Clarín se convirtió en el diario de habla hispana de mayor distribución en todo el mundo.[cita requerida]
Bajo la dirección de Herrera-Noble, Clarín extendió su influencia a otros medios de comunicación. Compró una señal de radio, Radio Mitre, y un canal de televisión, Canal 13 en 1989, una proveedora de televisión por cable, Multicanal en 1992, entre otras adquisiciones. Asimismo, extendió su sociedad con La Nación para crear en 1997 la empresa Cimeco S.A., que controla paquetes accionarios mayoritarios en periódicos regionales fuera de Buenos Aires, entre los que se destacan Los Andes, de Mendoza, y La Voz del Interior, de Córdoba. En 1999, se estableció formalmente el Grupo Clarín S.A., el mayor conglomerado de medios de comunicación en la República Argentina, del que Ernestina Herrera de Noble fue una de las principales accionistas.

## Identidad de sus hijos adoptivos
En 2002 las Abuelas de Plaza de Mayo realizan una denuncia penal según la cual Marcela Noble Herrera y Felipe Noble Herrera, que habían sido adoptados por Herrera de Noble, podrían ser hijos de desaparecidos, afirmando encontrar diversas irregularidades en el expediente de adopción. El juez Roberto Marquevich dispuso el 17 de diciembre de 2002, que la policía la condujera detenida para tomarle declaración indagatoria y le negó la excarcelación. Esa detención fue revocada por la Cámara de Apelaciones y derivó en 2004 en la destitución del juez, pero sin afectar la investigación sobre la identidad de los hijos de Herrera de Noble, que siguió su curso.
El expediente pasó al juez federal Conrado Bergesio, quien resolvió que no estaba probado la existencia de delito por Herrera de Noble y la desvinculó de presuntas irregularidades en los trámites de adopción de sus hijos. El 12 de enero de 2003 en Clarín, Herrera de Noble había admitido la posibilidad de que fueran hijos de desaparecidos, independientemente de afirmar que la adopción fuera legal.
El 28 de mayo de 2010, en el marco de la investigación que realiza la jueza federal Sandra Arroyo Salgado los hijos adoptivos de Ernestina Herrera de Noble fueron obligados a entregar muestras de ADN, aun cuando ellos mismos se habían ofrecido en varias oportunidades para entregar las muestras de manera voluntaria siempre y cuando se cotejaran solamente con los datos biológicos de la familia querellante y no con todo el Banco Nacional de Datos Genéticos.
Por su parte, los querellantes objetaron la forma y procedimientos usados para la primera extracción de muestras, por cuanto no se cumplieron las formalidades y procedimientos legales establecidos para ello, además de realizarse en sede no autorizada, lo que en definitiva provocó la invalidez de la muestra. Además, la legislación no admitía que las pruebas se restringieran a un caso específico, como pretendieron los representantes de las víctimas implicadas.
Según expresó Gabriel Cavallo, abogado de Ernestina Herrera de Noble, Marcela y Felipe fueron sometidos durante más de diez años a "tortura psicológica y daños personales".
"Cómo es posible que después de 30 años de democracia se persiga de esa manera a dos personas inocentes", se preguntaba el letrado. El caso fue investigado además por el abogado Franz Vangowert defendiendo la postura de Gabriel Cavallo.
Este hecho también ha sido repudiado por una parte de la prensa y por la oposición como una violación a los derechos civiles de los hermanos Noble Herrera y se lo asoció con el enfrentamiento que el gobierno kirchnerista mantuvo con el diario por algo más de diez años. Desde los organismos de derechos humanos y otros medios sin embargo se elogió el accionar de la justicia y se acusó a Ernestina de Noble de intentar obstruir a la justicia. Por otro lado el diputado Remo Carlotto, vicepresidente de la comisión de Derechos Humanos de esa cámara, afirmó que el procedimiento "se llevó adelante con toda corrección" y que el fin del mismo es buscar "el derecho a la verdad de los dos extremos de las víctimas".
El fiscal Raúl Pleé y las Abuelas de Plaza de Mayo apelaron a la Corte Suprema de Justicia para que el cotejo se hiciera con todas las muestras del BNDG, pero no fue necesario seguir litigando: Marcela y Felipe en junio de 2011 decidieron no apelar para no prolongar más la situación y allanarse a una comparación con todos los registros genéticos de las familias de desaparecidos entre los años 1975 y 1976 que habían aportado sus ADN.

### Los resultados
El 11 de julio de 2011 se supo que el examen realizado en el Banco Nacional de Datos Genéticos (BNDG) reveló que Marcela y Felipe Noble Herrera no son hijos de las dos familias querellantes, Miranda-Lanoscou y García-Gualdero, que reclamaban la paternidad de los dos jóvenes. El BNDG arribó a esta primera conclusión mediante un procedimiento informatizado. En el trámite estuvieron Arroyo Salgado, la fiscal Rita Molina y los peritos de las partes.
El 15 de julio de 2011 concluyó el segundo examen en el que, luego de cotejar el ADN de ambos jóvenes, la Justicia comprobó que no son hijos de personas desaparecidas en 1975 y 1976, año este último en que nacieron los hermanos. Este estudio es el más importante de los tres ordenados por la jueza federal Sandra Arroyo Salgado, porque el cotejo consistió en comparar los perfiles genéticos de Marcela y Felipe -que nacieron a comienzos de 1976 y fueron entregados en guarda, respectivamente, en mayo y julio de ese año-, con el de familiares de personas que desaparecieron en los 24 meses más próximos a aquellas fechas.
El ADN de Marcela fue entrecruzado con el de 55 familias, pero en tres de ellas la información genética disponible resultó insuficiente para excluir o confirmar algún vínculo, según dice el informe que firmaron la titular del BNDG, María Belén Rodríguez Cardozo, y el resto de los peritos. En el caso de Felipe el análisis se hizo con 57 familias y también resultó que faltaban datos de una de las familias.
Está prevista una tercera etapa en la que se hará el cotejo con los restantes perfiles genéticos almacenados en el banco de Datos,  correspondientes a los años 1977 y 1978, a pesar de que se encuentra certificado de que los hermanos ya estaban en poder, como bebés, de su madre adoptiva a mediados de 1976.
El caso de Ernestina Herrera de Noble fue finalmente sobreseído en enero de 2016.

## Premios y distinciones[24]
- 2002. Premio Internacional de la ONG Dialogue on Diversity que distingue a las mujeres emprendedoras. La distinción se otorga en la OEA.

- 1997. Integra el Comité Consultivo de UNESCO por la libertad de prensa.

- 1997. Distinguida por el alcalde de Jerusalén, Ehud Olmet.

- 1996. Orden al mérito de la República de Italia de manos del presidente Oscar Luigi Scalfaro.

- 1995. Premio al Logro Editorial de la Federación Internacional de Editores de Diarios (FIEJ). Primera vez que se entrega el premio.

- 1985. Orden al mérito de la República de Italia en el grado de Comendador a manos del presidente Sandro Pertini.[25]

- 1984. Condecorada con la Legión de Honor en el grado de oficial por François Mitterand.

- 1983. Designan a Ernestina Herrera de Noble como socia honoraria de SADAIC.

- 1970. Recibe la condecoración de la Real Orden de Isabel la Católica de parte del gobierno español.